# Мікромінерали
Мікромінерали (рос. микроминералы, англ. microminerals, нім. Mikrominerale n pl) — мінеральні індивіди розміром 10–5−10–6 м, які можна спостерігати у оптичному мікроскопі.
Найбільш наближені до ідеальних кристалів.